# Krajná Poľana
Krajná Poľana és un poble i municipi d'Eslovàquia. Es troba a la regió de Prešov, al nord del país.

## Història
La primera referència escrita de la vila data del 1599.

## Demografia
| Godina             | 1994 | 2004    | 2014   | 2024   |
| ------------------ | ---- | ------- | ------ | ------ |
| Nombre de persones | 245  | 214     | 212    | 227    |
| Diferència         |      | −12,65% | −0,93% | +7,07% |

| Godina             | 2023 | 2024 |
| ------------------ | ---- | ---- |
| Nombre de persones | 227  | 227  |
| Diferència         |      | +0%  |